# Panserraikos
El Panserraikos FC es un club de fútbol de Serres en Macedonia, Grecia. Su principal sección deportiva es el fútbol masculino y su equipo se desempeña en la Primera División de Grecia.

## Historia
El Panserraikos fue fundado el 31 de mayo de 1964 cuando emergieron dos clubes locales como el Iraklis y el Apollon. Juegan como local en el Serres Stadium, construido en 1926. El Panserraikos es uno de los clubes más importantes y con mayor afición del norte de Grecia, y ha tenido una presencia en la Primera División griega desde la década de 1960 y 1970. 
Los colores del club deportivo son el rojo y el blanco. Su emblema es el "León de Anfípolis".
Desde la última que jugó en la Alpha Ethniki en la temporada 1991-92, el club ha jugado en la Beta Ethniki (Segunda División), e incluso descendiendo a la Gamma Ethniki (Tercera División) en dos ocasiones, en 1993 y 1996, promocionando rápidamente a la 2ª división en ambas ocasiones. El club estuvo cerca de conseguir la promoción de ascenso en diversas ocasiones, a 5 puntos en la Beta Ethniki de 1998 y a un solo punto en la edición de 2000.
En 2008, Panserraikos puso fin a 16 años de espera, ganando el ascenso a la recién formada Super Liga de Grecia. Dirigido por Giannis Papakostas, el club había sido líder de la Segunda División durante la mayor parte de la temporada, incluso se garantizó el ascenso a falta de dos jornadas para el final de la liga.
Sin embargo, en el curso 2009-2010, ya pesar de su mal comienzo, el Panserraikos finalmente logró terminar en el quinto lugar de la temporada regular y, a través del proceso de play-off, ganar el tercer boleto para la Superliga 2010-2011. La temporada siguiente, Panserraikos terminó 16º (último) en la Superliga. En el año 2011-12 Panserraikos terminó 7º en el campeonato de la Liga de Fútbol, mientras que en el año 2012-13 terminó 8º pero fue relegado a la nueva 3ª División Nacional por problemas económicos.
En la temporada 2015-16, luego de dos temporadas en la 3ª División Nacional, el equipo participó en la 2ª División Nacional (Liga de Fútbol), bajo el nombre de "PAE Panserraikos 1964", hasta la temporada 2017-18, cuando fue dado de baja por a los equipos de descenso en la Liga de Fútbol de 18 a 16 y cayó a la 3.ª Liga Nacional . 
En la 3.ª Liga Nacional en la temporada 2018-19, Panserraikos, a pesar de un buen comienzo, terminó 3º y se mantuvo en la 3ª Liga Nacional , mientras que en la temporada 2019-20 ganó el 3er campeonato de la Liga Nacional invicto y regresó a la Football League .
El 13 de mayo de 2023, el club volvió a hacer historia al ganar el campeonato del Grupo Norte de la Superliga 2 , que también marcó su regreso a los grandes escenarios del territorio.

## Jugadores

### Plantel actual
Al 3 de febrero de 2025 llegó Braian Galván MED (Arg.) ex Torpedo Rápids (EEUU) y Banfield (Arg.)